# Lercari (famiglia)
I Lercaro, successivamente Lercari, furono una storica famiglia Genovese; originari dell'Armenia, si stabilirono a Genova dal 1100 rivestendo, nel tempo, importanti ruoli nella Repubblica (Dogi e Senatori).
Alla fine del 1400, un ramo dei Lercaro stabilì una rilevante presenza commerciale e finanziaria a Tenerife nelle isole Canarie edificando uno dei più importanti palazzi di stile tardo rinascimentale dell'isola.
Nel 1528 a seguito della riforma di Andrea Doria i Lercari formarono il 12° Albergo, aggregando, tra gli altri, i Serra.

## Storia

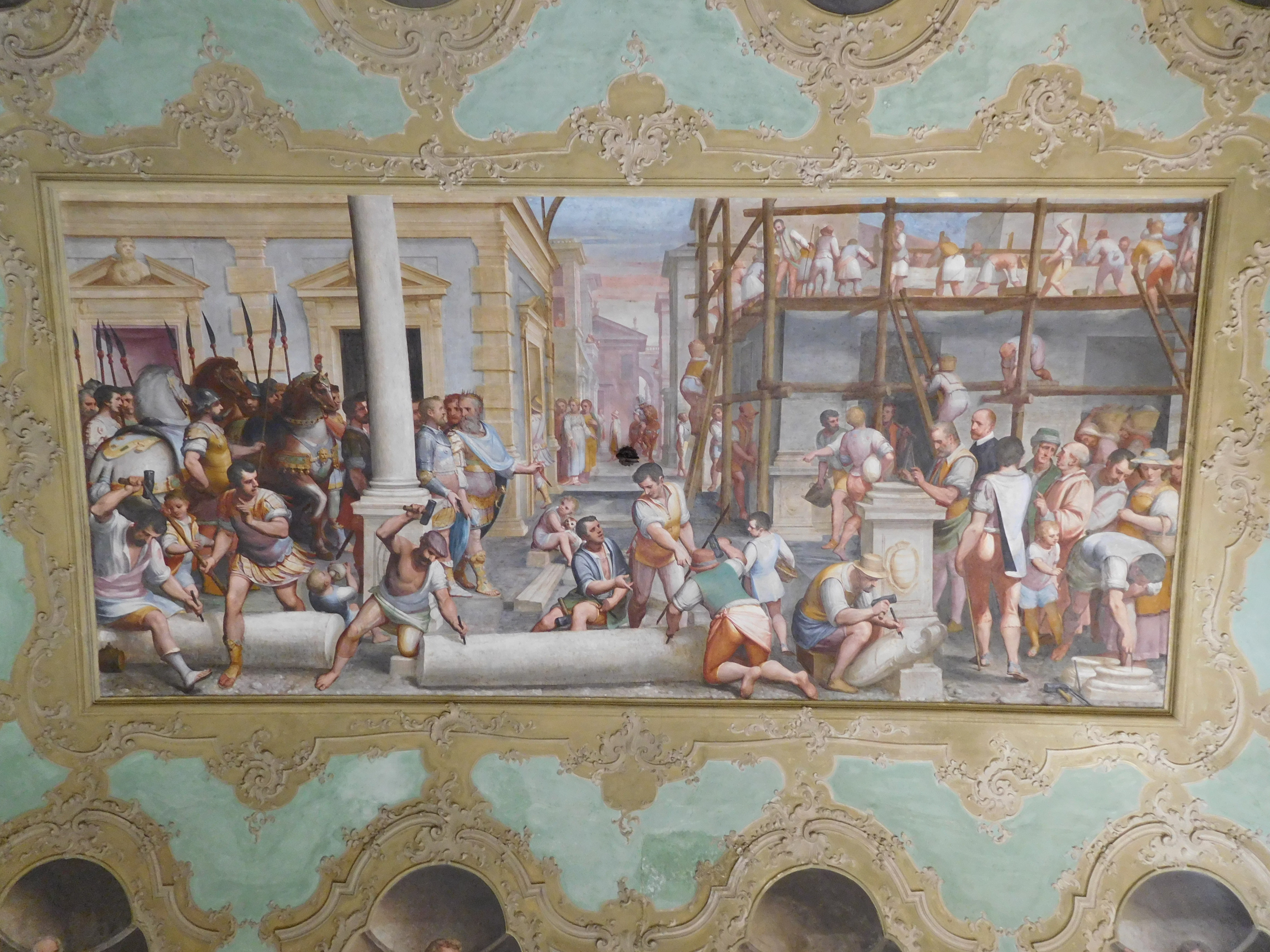
Luca Cambiaso, L'impresa di Megollo Lercari della costruzione del fondaco dei genovesi a Trebisonda, Palazzo Lercari-Parodi

Famiglia di mercanti e di navigatori, assunsero nel corso del XIII secolo un importante ruolo nella evoluzione e nello sviluppo commerciale e finanziario della Repubblica di Genova anche attraverso accorte alleanze e strategie matrimoniali con le più importanti famiglie della città quali i Fieschi. Entrarono a far parte dei Maiores (Magnati) di coloro, quindi, che per potere, larghezza di mezzi, esercizio del potere erano in grado di condizionare la vita politica di Genova.
Di fatto, rispetto alle quator gentes costituite dagli Spinola, Doria, Grimaldi e Fieschi, i Lercari occupano posizioni di supporto e rincalzo come testimonia il Caffaro nei suoi Annali citando uno dei suoi membri tra tres de melioribus et maioribus civitatis Ianue i nobili Oberto Cicala, Ido Lercari e Ansaldo Doria nel 1263.
I Lercari, nel corso del XIII e del XIV secolo, stabilirono importanti empori commerciali sul Mar Nero da Pera a Trebisonda. In questa ultima città numerosi esponenti della famiglia ottennero concessioni dall'imperatore Alessio II in materia di commercio. Tra di essi si ricorda Magollo (Domenico) Lercari.
Nel corso del XVI secolo, un ramo dei Lercari si stabilì in Sicilia, fondando la città di Lercara Friddi e assumendone, in seguito, il principato.

## Personalità
Niccolò Lercari, cameriere di papa Innocenzo IV, fu nominato arcivescovo di Tiro da quest'ultimo nel 1250.
Niccolò Lercari, nipote del precedente, canonico di Santa Maria delle vigne a Genova, fu giudice delegato del papa in una causa tra il comune di Genova e il vescovo di Savona nel 1228, e condusse negoziati segreti con l'imperatore Federico II a nome della Repubblica di Genova nel 1232. Fu eletto quale vescovo di Ventimiglia nel 1232, insieme a due concorrenti. Infine, papa Gregorio IX confermò l'elezione del Lercari. Dal 1236, Nicola Lercaro fu messo sotto processo dal papato per diversi "crimini enormi", tra i quali fatti di simonia e di fornicazione. Nel 1244, al termine di questa procedura di inquisitio, papa Innocenzo IV pronunciò la deposizione del vescovo. Tuttavia, il papa restituì la bona fama a Nicola Lercari nel 1245 e poi gli attribuì diversi redditi ecclesiastici.

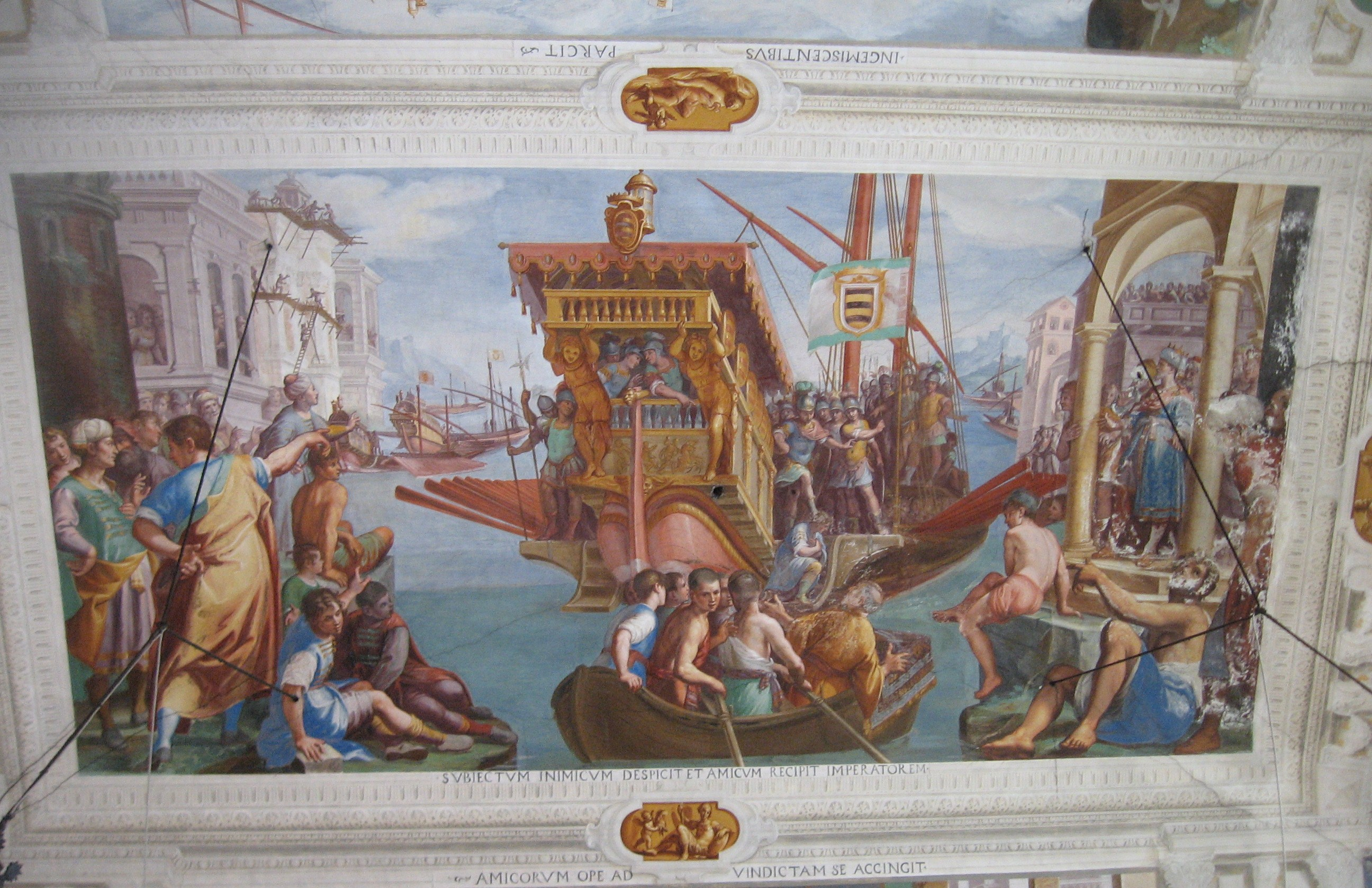
Megollo Lercari umilia il cortigiano Andronico, affresco della volta di Villa Spinola di San Pietro

Megollo Lercari, anche noto come Domenico Lercari, nato alla fine del XIII secolo da Gioffredo, esercitò la mercatura a Pera, Trebisonda e il Mar Nero diventando uomo di fiducia di Alessio II di Trebisonda. Entrò successivamente in conflitto con lo stesso Alessio II e la comunità greca locale che male tollerava i privilegi assegnati ai mercanti genovesi. Per vendicarsi di un presunto affronto subito, rientrò a Genova armando due galee con le quali avviò una sistematica razzia delle comunità greche del Mar Nero tra il 1316 e il 1318, riservando ai prigionieri il castigo del taglio delle orecchie e del naso che, conservati in salamoia, furono consegnati ad Alessio II. A seguito di tali eventi e per avere Menguolo Lercari risparmiato la vita al suo favorito, il cortigiano Andronico, Alessio II concesse ai genovesi un fondaco a Trebisonda con ampi privilegi. A questo episodio è dedicata la novella XIV della seconda parte delle Novelle di Matteo Bandello (1564).
Successivamente, si dedicò al commercio del mastice dall'isola di Chio, controllata allora dalla famiglia genovese dei Zaccaria, e frequentemente alla pirateria. Non si conosce la data della sua morte che si presume sia occorsa dopo il 1333.
Giovanni Battista Lercari, (Genova 1505-Genova 1592) di Stefano fu eletto sessantaquattresimo Doge della Repubblica di Genova per il biennio 1563 - 1565.
Caterina Lercaro, (XVI secolo), fu una nobile donna ad ramo dei Lercari trasferitosi alle isole Canarie all'epoca della conquista. Suo padre Antonio, ricchissimo mercante di Tenerife, la diede in moglie, contro il suo volere ad uno anziano maggiorente locale. Per la disperazione, la giovane Caterina si diede la morte gettandosi in un pozzo. Il suo corpo fu tumulato sotto il pavimento di una stanza della casa avita a causa del diniego ricevuto dalla Chiesa di sepoltura cristiana nel cimitero di Tenerife. La casa dei Lercaro, dal 1993, sede del Museo de Historia de Tenerife, è nota per la presunta presenza dello spirito di Caterina, lo spettro più famoso delle Canarie.
Francesco di Nicolò, ricchissimo mercante, nel 1571 completò la costruzione del Palazzo Lercari-Parodi in via Garibaldi, inserito nella lista dei Rolli di Genova. Nel 1576 completò la ristrutturazione del Palazzo Lercari-Spinola, in via degli Orefici al n. 7, anch'esso inserito nella citata lista.
Giovanni Battista Lercari (1576-1657) assunse la carica di Doge della Repubblica di Genova per il biennio 1642 - 1644.
Niccolò Maria Lercari (Taggia 1675-Roma 1757) fu creato cardinale nel 1726 dopo una lunga carriera ecclesiastica sviluppatasi durante il pontificato di papa Benedetto XIII, papa Clemente XII e di papa Benedetto XIV.
Caterina Imperiale Lercari Pallavicini scrisse poesie nella pubblicazione del 1721 dell'Accademia dell'Arcadia.
Giovanni Lercari (Taggia 1722- Genova 1802) fu eletto arcivescovo di Genova nel 1767.

## Palazzi e residenze
Palazzo Lercari-Parodi, via Garibaldi 3, Genova, fondato da Franco Lercari, incluso tra i Palazzi del primo bussolo dei Rolli di Genova, i soli adatti ad "alloggiar Papa, Imperatore Re e Legato Cardinale o altro Principe grande" come dichiarato, nel 1588 dal Senato di Genova.
Palazzo Lercari-Spinola di San Luca, via degli Orefici 7, Genova, palazzo inserito nella lista dei Rolli di Genova, edificato da Giovanni Battista Lercari nel 1540.
Villa Spinola di San Pietro, in Sampierdarena Genova, fatta costruire da Giovanni Battista Lercari, Doge della Repubblica di Genova tra il 1563 e il 1565 e quindi ereditata dal nipote Giovanni Battista Spinola, duca di San Pietro in Galatina. All'interno, al piano nobile, presenta importanti affreschi di Bernardo Castello riguardanti le imprese di Megollo Lercari.

## Arma
Fasciato di rosso e d'argento.